# Н'є Ер
Н'є Ер (кит. трад. 聶耳, спр. 聂耳, піньїнь: Niè Ěr, 14 лютого 1912 —17 липня 1935) — китайський композитор, провісник нової музики часів КНР, автор музики гімну Китайської Народної Республіки «Марш добровольців».

## Життєпис
Народився 14 лютого 1912 року у м.Куньмін (провінція Юньнань). У 1918 році Н'є Ер поступив у початкову школу при Педагогічному інституті Куньміна. У юності він самостійно опанував гру на китайських національних інструментах, (китайській флейті, китайській скрипці «хуцінь», на «саньсянь» — триструнному щипковому музичному інструменті з довгим грифом і круглим корпусом-резонатором, на «юецінь» — китайському струнному інструменті з круглою декою та інших, а пізніше навчився грати на скрипці. У 1925 році Н'є Ер почався вчитися в першій школі пров. Юньнань. Тоді Н'є Ер потрапив під сильний вплив прочитаного в прогресивних книгах, журналах і газетах, а також під вплив багатьох революційних пісень. У 1927 році він поступив до Першого педагогічного інституту пров. Юньнань, а потім з друзями організував музичну групу під назвою «Цюцю». У вільний час Н'є Ер активно брав участь у різних музичних виступах і почав вчитися грі на скрипці і фортепіано.
У листопаді 1930 року в Шанхаї Н'є Ер брав участь у діяльності антиімперіалістичної Ліги. У березні 1931 р. він став скрипалем оперного колективу «Місяць» і самостійно вчився грати на піаніно, він також вивчав акустику. У квітні 1932 року Н'є Ер познайомився з драматургом лівого крила Тянь Ханем. Дружба і співробітництво Н'є Ера і Тянь Ханя вплинули на музичну творчість Н'є Ера. У серпні 1932 року Н'є Ер поїхав в Пекін і активно брав участь у виступах Союзу драматургів лівого крила та Спілки музикантів лівого крила. Крім того, він продовжував вчитися грати на скрипці в іноземного викладача. У листопаді 1932 року він повернувся в Шанхай. А потім Н'є Ер поступив на роботу в кіно-компанію «Ляньхуа». Він з ентузіазмом брав активну участь у створенні музики до спектаклів і кіно. Одночасно він також брав участь у діяльності музичної групи Товариства друзів Радянського Союзу. Він також створив Наукове музичне товариство, а потім був членом музичної групи Союзу драматургів лівого крила Китаю.
У 1933–1935 роках Н'є Ер активно займається складанням музики, саме в цей період композитор створив більшість своїх музичних творів. 18 квітня 1935 року Н'є Ер прибув до Токіо. Під час свого стажування в Японії Н'є Ер вивчав японську музику, оперу і кінематограф, і він також познайомив японську аудиторію з розвитком китайської музики. 17 липня 1935 року стався нещасний випадок, у ході якого цей композитор раптово помер.

## Пам'ять
У 1959 році у Китаї було знято фільм «Н'є Ер», в якому головну роль грав Чжао Дань. Крім того на батьківщині композитора — у м. Куньмін — встановлено пам'ятник. 

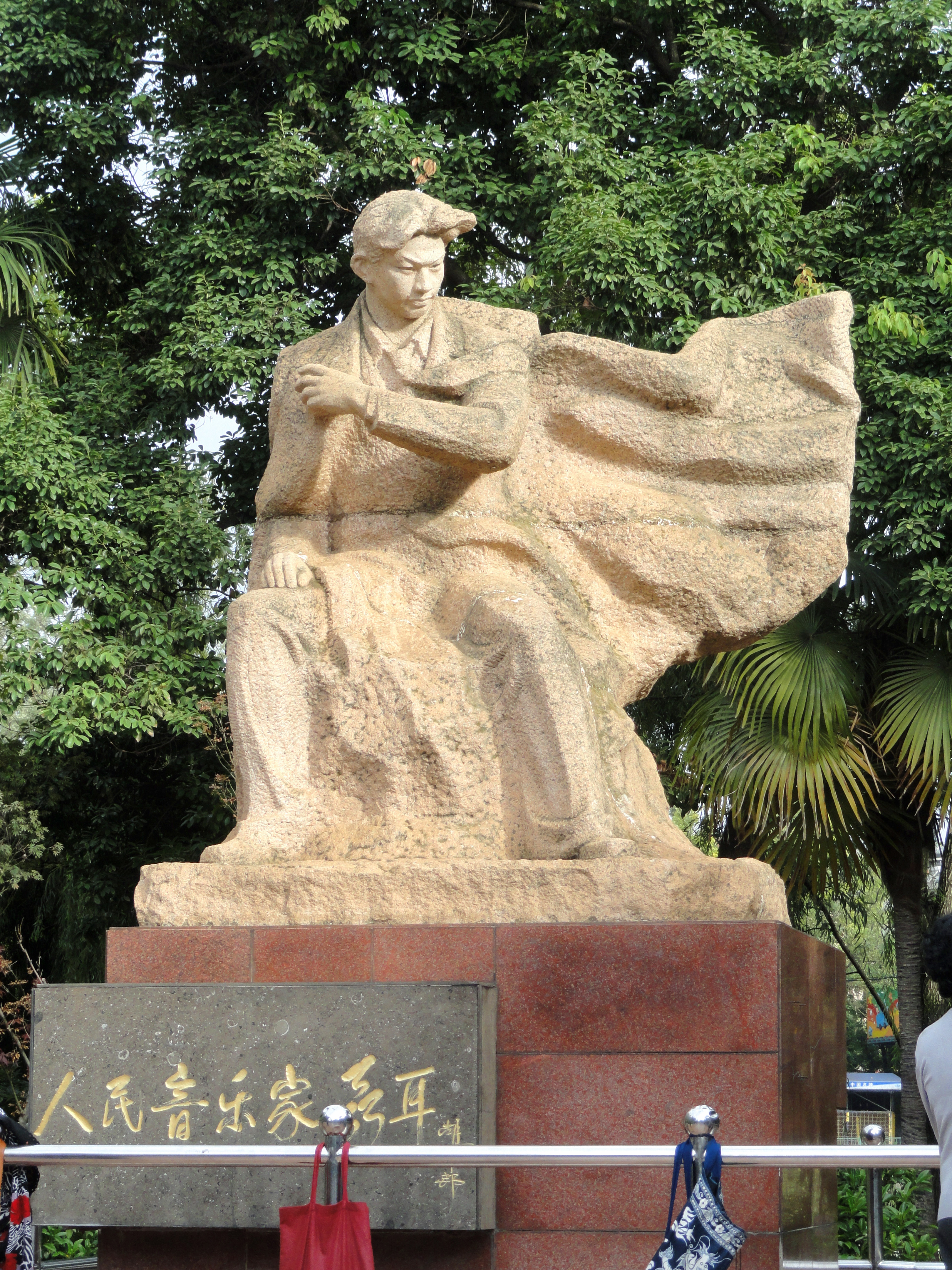
Пам'ятник Н'є Еру у м. Куньмін, Юньнань

## Творчість
- «Марш добровольців»
- «Пісня про розробку надр»
- «Пісня торговця газетами»
- «Пісня великого шляху»
- «Авангард»
- «Пісня випускників»
- «Жінка нового часу»
- «Пісня про портових робітників»
- «Вперед»
- «Буревій над Янцзи»
- «Танець золотий змії»
- «Весняний світанок над озером»
- «Красуня»
- «Слава праці»
- «Селянка за Великою китайською стіною»
- «Пісня загонів самооборони»
- «Співачка під гнітом агресорів»